# Sminthurides ramosus
Sminthurides ramosus är en urinsektsart som först beskrevs av James P. Folsom 1922.  Sminthurides ramosus ingår i släktet Sminthurides och familjen Sminthurididae. Inga underarter finns listade i Catalogue of Life.